# Musée national du Tchad
Le Musée national tchadien est un musée situé dans le quartier Amriguebé, dans le 5e arrondissement de N'Djaména, la capitale du Tchad. Il réunit de nombreux objets qui retracent l'histoire et la culture du pays.

## Histoire
Le Musée national tchadien a été fondé par décret gouvernemental du 6 octobre 1962 avec pour mission de « sauvegarder les documents et les sites appartenant au patrimoine culturel tchadien, de rassembler les collections éparses, de permettre les études des spécialistes et d'éduquer le public ». Initialement abrité dans des locaux provisoires, il a été transféré en novembre 1964 dans l'ancienne mairie de N'Djaména, connue alors sous le nom colonial de Fort-Lamy. Initiée dès 1996 sous l'égide du Centre national d'appui à la recherche (actuel CNRD), une salle de paléontologie y a été ouverte en 1999  en lien avec les prestigieuses mises au jour de fossiles réalisées dans le désert du Djourab. Depuis 2010, le patrimoine national est mis en valeur dans des locaux modernes en vis-à-vis du Palais du 15 janvier, siège de l'Assemblée nationale, et à côté d'un immeuble identique abritant la Bibliothèque nationale.

## Exposition permanente

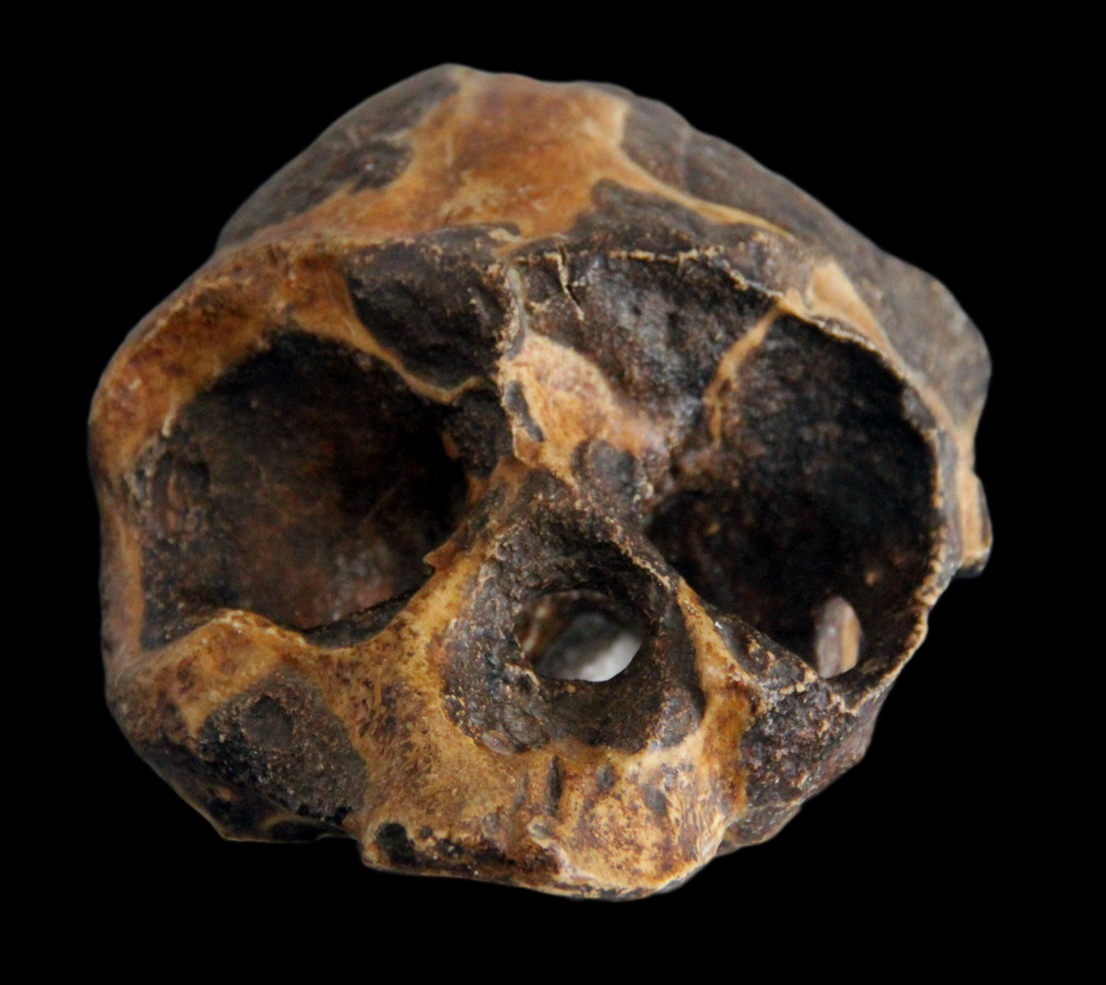
Vue frontale d'un moulage de Tchadanthropus uxoris exposé au Musée national du Tchad.

Le musée réunit principalement des collections relevant des arts et traditions populaires, de l'archéologie, de l'histoire, de la paléontologie et du patrimoine islamique. De nombreuses vitrines sont consacrées à la culture des Sao. Une salle consacrée à la paléoanthropologie permet notamment d'observer des moulages des fossiles de Tchadanthropus uxoris, d'Abel (Australopithecus bahrelghazali) et de Toumaï (Sahelanthropus tchadensis).

## Expositions temporaires
Des expositions temporaires sont également proposées aux visiteurs, telles que « Habitat traditionnel » en 1990, « Sao, le peuple de l'argile au Tchad » en 2007 ou « Tchad, sur la piste d'un nouveau berceau de l'humanité » en 2010-2011.